# دونالد بي. جونسون
دونالد بي. جونسون (بالإنجليزية: Donald B. Johnson)‏ هو عالم حاسوب أمريكي، ولد في 16 ديسمبر 1933، وتوفي في 10 سبتمبر 1994.